# Szol
A szol a diszperziós kolloidok folyékony állapota, amelyben a kolloidrészecskék önálló szolvátburokkal rendelkeznek, ezért szabadon elmozdulhatnak egymáshoz képest. A szolban a diszpergált (eloszlatott) anyag szilárd, a diszpergáló közeg pedig folyékony. Benne az eloszlatott részecskék mérete általában 1 nm és 1 μm közötti. A szol elnevezés a latin solvo (felold) szóból származik.

## A szol-gél átalakulás
- A szolvátburkot alkotó molekulák egymáson történő elmozdulása, mint minden folyadéknak több tényező függvénye. Így nyilvánvalóan az anyagi minőség (tehát hogy mi az oldószer), a hőmérséklet, a viszkozitási viszonyok befolyásolják a  diszperz rendszerek, így a kolloidok viselkedését is. A hőmérséklet természetszerűleg a Brown-mozgás befolyásolásán keresztül van hatással a rendszerre. Ha csökken a hőmérséklet, akkor a szolvátburkot alkotó molekulák lassuló mozgása miatt a kolloidrészecskéket körülvevő oldószer molekulákból álló szolvátburok szélén lévő molekulák a szomszédos kolloidrészecske szolvátburkával létesítenek kapcsolatot. Így létrejön a közös szolvátburok az oldat egészére jellemzően. Ezt nevezzük gélállapotnak. Melegítéssel ez megszüntethető, mivel a kolloidrészecskék növekvő mozgási energiája elszakítja egymástól ezeket a kapcsolatokat. Ilyen rendszer készíthető pl. természetes eredetű poliszacharidok vizes oldataként. Pl. agaragar finom őrleményében, ha nincs hidratálva és hevítve, nem oldódnak az apró részecskék, azonban a hevítve való hidratálás során kolloidrendszer képződik, ahol a poliszacharidok köré is vizes burok kerül. Elegendő hevítés után homogén, áttetsző kolloid keletkezik, melynek kihűlése után opaleszkáló közeg keletkezik.
- A diszpergáló közeg mennyiségének változtatásával vizes alapú szolokat gél állapotba vihetünk a kolloid részecske hidrátburkának elvonásával. Jól hidratálódó elektrolitokat (sókat: pl. NaCl, CaCl2) használhatunk ennek a jelenségnek a bemutatására, melyek hidrátburkának létrehozásával elvonják a vizet, vagyis a szolvátburkot a kolloid rendszerben a részecskétől. A kialakuló gél állapot hígítással ismét szol állapotba vihető. A módszer használatos különböző kolloidok kicsapására (pl. szappanok kisózása a zsírok lúgos hidrolízise után).

Az alginátoldat, ami azon túl, hogy példa a vízelvonással előállított gél állapotra, egy másik jelenséget is példáz. Ca2+ ionok jelenlétében a vízelvonás irreverzibilis változást idéz elő a kolloid oldat állapotában: a gél állapot úgy szűnik meg, hogy a részecskék oldhatatlan polimerré állnak össze. A fehérjék könnyűfémsók hatására bekövetkező reverzibilis koagulációja is e típusba sorolható. A jelenség felfogható más megközelítésben a szolvatáló molekulák számának és a részecskeszám arányának összefüggéseként is.

## Szol-gél állapot a kolloid diszperz rendszerekben
- Gél/kocsonya állapot: ha a kolloid részecskék hidrátburkuk hidrogénkötéseivel egymáshoz kapcsolódva hálózatot alkotnak, s a kolloid részecskék nem tudnak elmozdulni → szilárd emulzió (pl.: gél, zselé); szilárd szol (pl.: füstüveg); szilárd hab (pl.: purhab)
- A szol óvatos lehűtésével vagy lassú vízelvonásával gél állapotba vihető. A megfelelő eljárással (pl. óvatos melegítéssel) a gél is szol állapotúvá alakítható.
- A zsogorodás során a felek fokozatos vízvesztésükkel rugalmasságukat elvesztik, összezsugorodnak és kiszáradnak. De ~15% víz ekkor is a kolloidhoz kapcsolódik.
- A duzzadás során a kiszáradt gél vizet vesz fel, térfogata és sűrűsége nő.